# 도미타 신야
도미타 신야(일본어: 冨田 晋矢 1980년 5월 8일 ~ )는 일본의 전 축구 선수이다.

## 구단 경력
과거 교토 퍼플 상가에서 활동하였다.